# Vauquelinia californica
Vauquelinia californica là loài thực vật có hoa trong họ Hoa hồng. Loài này được (Torr.) Sarg. miêu tả khoa học đầu tiên năm 1889.

## Hình ảnh

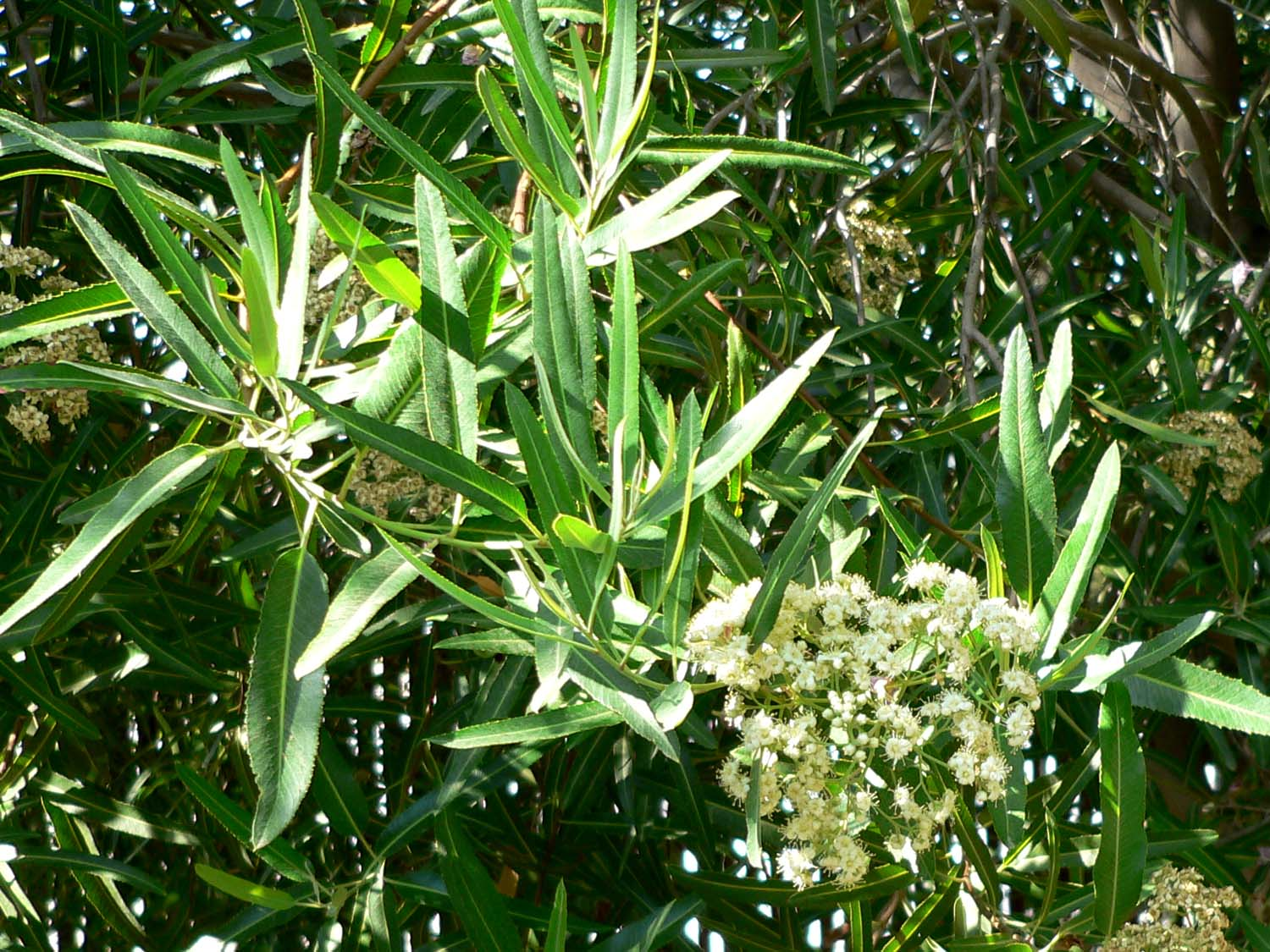